# Метюллюс, Элуа
Сен-Элуа Метюллюс (фр. St. Eloi Metullus; 1892 — неизвестно) — гаитянский спортивный стрелок. Бронзовый призёр летних Олимпийских игр 1924 года.

## Биография
Элуа Метюллюс родился в 1892 году.
Служил в гаитянской жандармерии под руководством морской пехоты США: Штаты оккупировали Гаити в 1915 году.
В 1924 году вошёл в состав сборной Гаити на летних Олимпийских играх в Париже. Стрелки отправились на Игры на средства сотрудников жандармерии, каждый из которых в течение пяти месяцев отчислял по 5 % зарплаты на финансирование команды.
Был единственным в составе команды, кто не выступал в индивидуальном турнире. В командной стрельбе из произвольной винтовки с 400, 600 и 800 метров команда Гаити, за которую также выступали Людовик Огюстен, Людовик Вальборж, Астрель Роллан и Дестен Дестин, завоевала бронзовую медаль, которая стала для страны первой в истории Олимпийских игр. Гаитяне набрали 646 очков, уступив в перестрелке сборной Франции и проиграв 30 очков завоевавшей золото сборной США.
Дата смерти неизвестна.